# Strain
Strain – kanadyjska grupa muzyczna wykonująca hardcore.

## Historia
Grupa pochodziła z Vancouver, powstała na początku lat 90. i działała w tej dekadzie. Jej styl był określany jako „metalowy hardcore” lub „metalowy mosh-core podobny do Snapcase i Chokehold z rytmem staccato”. Charakteryzował się powolnym tempem i rozpoznawalnym śpiewem wokalisty Jody’ego Taylora, przypominającym wycie. Całości dopełniały przejmujące teksty tegoż. Zespół koncertował w Kanadzie, w Stanach Zjednoczonych oraz w Europie, gdzie odbył trasę w 1996 (15 września tego wystąpił w Katowicach, a dzień później w Warszawie).

## Muzycy
- Jody Taylor - śpiew (zmarł w 2016)[1]
- Sean Lande - gitara
- Greg Dinardo - gitara[3]
- John Franco - gitara (zastąpił powyższego)[3]
- Eric „Flexyourhead” Thorkellson - gitara basowa[3]
- Len Greenblat - perkusja[3]
- Chris Rayes - perkusja (zastąpił powyższego)[3]
- Jennings „Jinx” Stringer - gitara (w 1996 w zastępstwie)[3]
- Gabriel „Gabe” Mantle - muzyk koncertowy (w 1995 gitarzysta, w 1996, perkusista)[3]
- Kim Kinakin
- Chris Walker

(Zestawienie przedstawia muzyków występujących w zespole na przestrzeni lat)

## Dyskografia
Album studyjny
- Here And Now (1996, New Age Records)

Minialbumy
- Strain (1994, Overkill Records)
- Our End (1996, HeartFirst Records)

Single
- These Years (1996, HeartFirst Records)
- Driven / Second Coming  (1994, HeartFirst Records)
- Cataract / Turn The Tide (1994, HeartFirst Records)
- Remorse (1995, Bacteria Sour)

Kompilacje
- Repetition (1995, HeartFirst Records)
- Bomb Wedemark (1997, HeartFirst Records)

DVD
- The 2003 Reunion DVD (2003)